# Список відеоігор «Suzumiya Haruhi»
Відеоігри франшизи Haruhi Suzumiya публікувались компаніями Namco Bandai Games, Kadokawa Shoten, і Sega. Події ігор обертаються навколо Судзумії Харухі, старшокласниці, одержимої надприродними явищами. З метою пошуків надприродного, вона збирає Бригаду SOS, аби розслідувати містичні події разом із чотирма іншими членами: Кьон, Наґато Юкі, Асахіна Мікуру та Коїдзумі Іцукі. Ці ігри виходили на PlayStation 2, PlayStation 3, Wii, PlayStation Portable, та Nintendo DS, а також мобільних пристроях. Виходили ігри різних жанрів: пригодницькі, візуальні новели, і одна музична відеогра. Перша з ігор франшизи вийшла у Японії 27 грудня 2007 року — Suzumiya Haruhi no Yakusoku.

## Відеоігри
| Назва                                                                     | Інформація |
| ------------------------------------------------------------------------- | --- |
| Suzumiya Haruhi no Yakusoku Оригінальна дата випуску: JP 27 грудня 2007   | Роки випуску: 2007—PlayStation Portable |
| Suzumiya Haruhi no Yakusoku Оригінальна дата випуску: JP 27 грудня 2007   | Примітки: - Видана та розроблена Namco Bandai Games - Також відома, як The Promise of Haruhi Suzumiya (Обіцянка Судзумії Харухі) - Пригодницька гра/візуальна новела |
| Suzumiya Haruhi no Tomadoi Оригінальна дата випуску: JP 31 січня 2008     | Роки випуску: 2008—PlayStation 2 |
| Suzumiya Haruhi no Tomadoi Оригінальна дата випуску: JP 31 січня 2008     | Примітки: - Видана та розроблена Namco Bandai Games - Також відома, як The Perplexity of Haruhi Suzumiya (Розгубленість Судзумії Харухі) - Пригодницька гра/візуальна новела |
| Suzumiya Haruhi no Gekidō Оригінальна дата випуску: JP 22 січня 2009      | Роки випуску: 2009—Wii |
| Suzumiya Haruhi no Gekidō Оригінальна дата випуску: JP 22 січня 2009      | Примітки: - Видана та розроблена Kadokawa Shoten - Також відома, як The Excitement of Haruhi Suzumiya (Захоплення Судзумії Харухі) - Фітнес, музична |
| Suzumiya Haruhi no Heiretsu Оригінальна дата випуску: JP 26 березня 2009  | Роки випуску: 2009—Wii |
| Suzumiya Haruhi no Heiretsu Оригінальна дата випуску: JP 26 березня 2009  | Примітки: - Розроблена Cavia, видана Sega - Також відома, як The Parallel of Haruhi Suzumiya (Паралельність Судзумії Харухі) - Інтерактивна пригодницька гра з 3D-середовищами й персонажами |
| Suzumiya Haruhi no Chokuretsu Оригінальна дата випуску: JP 28 травня 2009 | Роки випуску: 2009—Nintendo DS |
| Suzumiya Haruhi no Chokuretsu Оригінальна дата випуску: JP 28 травня 2009 | Примітки: - Розроблена Cavia, видана Sega - Також відома, як The Series of Haruhi Suzumiya (Послідовність Судзумії Харухі) - Пригодницька/візуальна новела |
| Day of Sagittarius III Оригінальна дата випуску: WW лютий 2010            | Роки випуску: 2010—iOS (iPhone, iPod Touch, iPad) |
| Day of Sagittarius III Оригінальна дата випуску: WW лютий 2010            | Примітки: - Видана Kadokawa Shoten - Базується на грі, описаній у п'ятій новелі, Шаленство Судзумії Харухі - Наразі єдина гра франшизи Судзумія Харухі, що має офіційну англійську локалізацію. - Більше не доступна через те, що 32-бітні застосунки прибрано з App Store.                                                                              |
| Suzumiya Haruhi no Tsuisō Оригінальна дата випуску: JP 12 травня 2011     | Роки випуску: 2011—PlayStation 3, PlayStation Portable |
| Suzumiya Haruhi no Tsuisō Оригінальна дата випуску: JP 12 травня 2011     | Примітки: - Видана та розроблена Namco Bandai Games - Події гри відбуваються після Зникнення Судзумії Харухі - Також відома, як The Reminiscence of Haruhi Suzumiya (Спогади Судзумії Харухі) - "Мандрівна" пригодницька гра |
| Suzumiya Haruhi no Danketsu Оригінальна дата випуску: JP 15 червня 2011   | Роки випуску: 2011—платформа GREE (Фічефони) |
| Suzumiya Haruhi no Danketsu Оригінальна дата випуску: JP 15 червня 2011   | Примітки: - Гра у соцмережах, випущена в межах колаборації GREE, Inc. та Kadokawa - Вийшла на платформі для ігор на фічефонах GREE - Також відома, як The Unity of Haruhi Suzumiya (Єдність Судзумії Харухі) |
| Suzumiya Haruhi-chan no Mahjong Оригінальна дата випуску: JP 7 липня 2011 | Роки випуску: 2011—PlayStation Portable |
| Suzumiya Haruhi-chan no Mahjong Оригінальна дата випуску: JP 7 липня 2011 | Примітки: - Видана й розроблена Kadokawa Games - Відеогра-маджонг, заснована на спіноф-манзі автора Puyo, Меланхолія Судзумії Харухі-чян. - Також відома, як The Mahjong of Haruhi-chan Suzumiya (Маджонг Судзумії Харухі) |
| Suzumiya Haruhi no Tensei Оригінальна дата випуску: JP 28 червня 2012     | Роки випуску: 2012—платформа GREE (Фічефони) |
| Suzumiya Haruhi no Tensei Оригінальна дата випуску: JP 28 червня 2012     | Примітки: - Гра у соцмережах, випущена в межах колаборації GREE, Inc. та Kadokawa - Онлайн карткова гра з соціальними елементами - Вийшла на платформі для ігор на фічефонах GREE - Також доступна на сервісі для поширення застосунків GREE для їхніх смартфонів - Також відома, як The Reincarnation of Haruhi Suzumiya (Реінкарнація Судзумії Харухі) |